# Michal Kasal
Michal Kasal (* 3. April 1994 in Nové Město na Moravě) ist ein tschechischer Handballspieler.
Der 2,07 m große linke Rückraumspieler wechselte 2011 vom tschechischen Klub HC Zubří zum FC Barcelona in die spanische Liga ASOBAL. Dort wurde er in den Spielzeiten 2011/12 und 2012/13 in der zweiten Mannschaft eingesetzt, die jeweils Meister der División de Honor Plata de Balonmano (2. Liga) wurde. In der Saison 2013/14 kam er mehrfach in der Liga ASOBAL zum Einsatz und wurde Spanischer Meister. Im Sommer 2014 wechselte er nach Slowenien zum Rekordmeister RK Celje. Im Februar 2015 schloss sich Kasal dem FC Porto an, mit dem er 2015 die portugiesische Meisterschaft gewann. Im Januar 2016 wechselte Kasal zum französischen Erstligisten Pays d’Aix UC. Im Sommer 2016 wechselt er zum spanischen Erstligisten BM Granollers. Ein Jahr später schloss er sich dem slowakischen Verein HT Tatran Prešov an. Mit Tatran Prešov gewann er 2018 die slowakische Meisterschaft. Im Februar 2019 schloss sich Kasal dem deutschen Zweitligisten HC Elbflorenz an, den er im Mai 2021 verließ. Seit Februar 2022 läuft er für den tschechischen Verein SKKP Handball Brno auf.
Kasal bestritt bislang 43 Länderspiele für die tschechische Nationalmannschaft, in denen er 31 Treffer erzielte. Der Rechtshänder nahm an der Europameisterschaft 2014 teil.